# Paradigma de la rareza
El paradigma de la rareza o paradigma oddball es un paradigma experimental de la psicología, uno de los más empleados en investigación sobre potenciales evocados. Consiste en presentar un estímulo visual o auditivo que se repite, y ocasionalmente aparece un estímulo diferente ante el cual el sujeto debe detectarlo e indicar cuántas veces ha aparecido.
El estímulo diferente u oddball es por tanto el target que debe ser identificado.
Utilizando la técnica de potenciales evocados, en los ensayos en los que aparece el tarjet se observa la emergencia del componente P3. Se piensa que la amplitud de este componente refleja procesos relacionados con la actualización de la memoria.
El paradigma de la rareza también se utiliza para investigar cómo afecta el cambio de propiedades acústicas ante un estímulo auditivo distractor.